# M. Knoedler & Co.

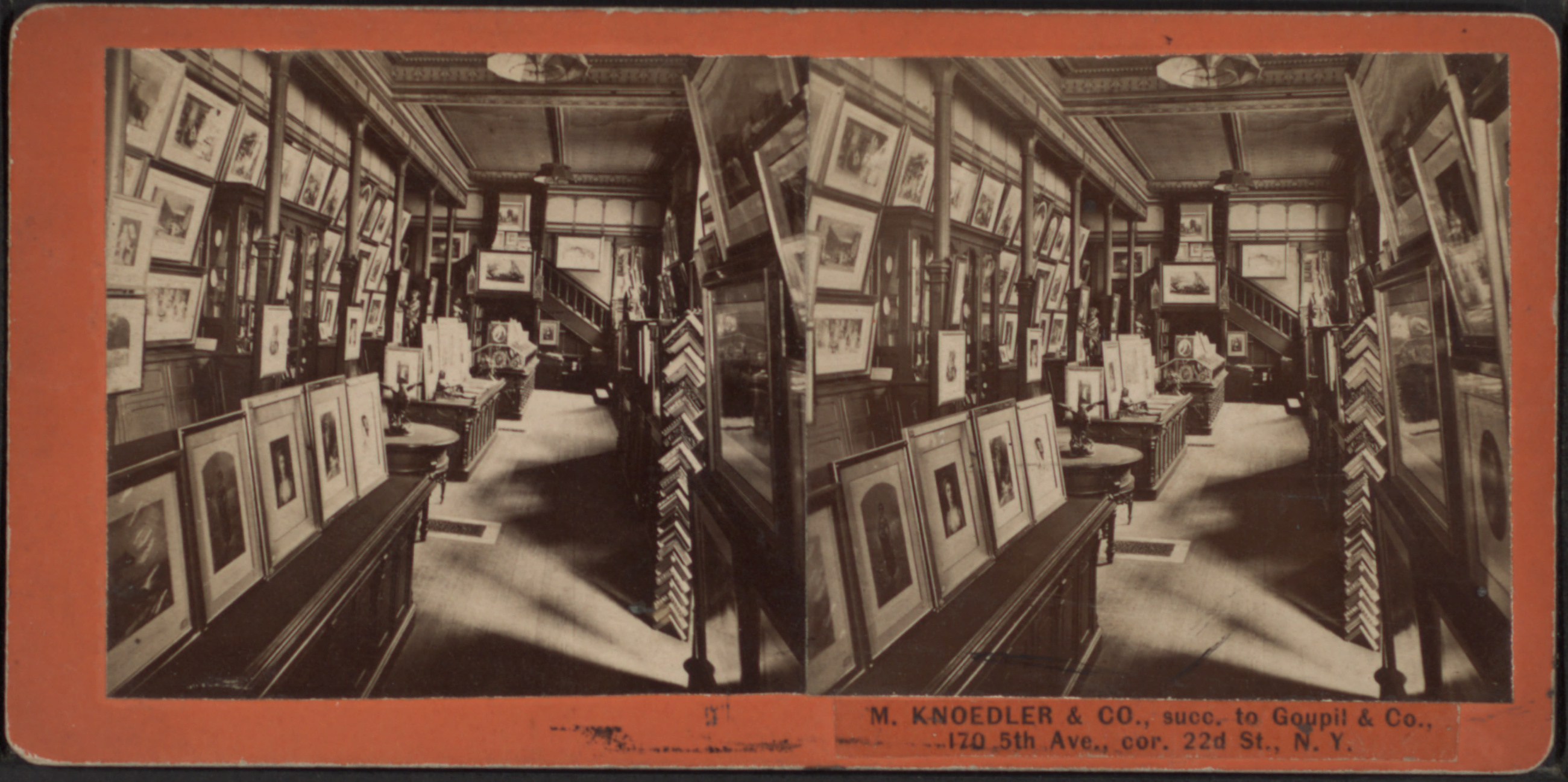
Wnęrze galerii Knoedler

M. Knoedler & Co. – komercyjna galeria sztuki założona w 1846 roku w Nowym Jorku. Została zamknięta w 2011 w wyniku oskarżeń o oszustwo i procesów sądowych.
Początki firmy Knoedler sięgają 1846 roku, kiedy francuscy marszandzi Goupil & Cie otworzyli oddział swojej firmy w Nowym Jorku. Goupil & Cie było dynamicznym wydawnictwem drukarskim założonym w Paryżu w 1827 roku. Michel (później Michael) Knoedler (1823–1878), urodzony w Kapf koło Gaildorf w Badenii-Wirtembergii w Niemczech, rozpoczął pracę w Goupil & Cie w Paryżu w 1844 roku. Przeniósł się do Nowego Jorku w 1852 roku, aby przejąć kontrolę nad nowojorskim oddziałem. Odkupił amerykańską filię firmy w 1857 roku. Później dołączyli do niego jego synowie Roland (1856–1932), Edmond i Charles, a Roland objął prowadzenie po śmierci ojca w 1878 roku.
Z pomocą marszanda Charlesa Carstairsa Knoedler otworzył filie w Pittsburghu (1897), Londynie (1908) i Paryż (1895). Zyskał reputację wiodącego marszanda dzieł Starych mistrzów. Do jego klientów należeli kolekcjonerzy tacy jak: Collis Potter Huntington, Cornelius Vanderbilt, Henry Osborne Havemeyer, William Rockefeller, Walter P. Chrysler Jr., John Jacob Astor, Andrew Mellon, J.P. Morgan i Henry Clay Frick, oraz instytucje takie jak Metropolitan Museum of Art, Luwr i Tate Gallery. Knoedler & Co. stało się częścią elitarnej grupy marszandów, którzy zdominowali rynek brytyjskiego malarstwa w Ameryce. Knoedler rozwinął owocną relację z londyńską galerią Colnaghi, która znajdywała w Europie odpowiednie obrazy do sprzedaży dla zamożnych kolekcjonerów w Stanach Zjednoczonych.
Roland Knoedler przeszedł na emeryturę w 1928 roku, a zarządzanie firmą przejął jego bratanek Charles Henschel, razem z Carmen Mesmore, Charlesem Carstairsem i jego synem Carrollem Carstairsem. Henschel zmarł w 1956, a E. Coe Kerr i Roland Balay (wnuk Michaela Knoedlera) przejęli firmę. W 1971 roku firma została sprzedana przemysłowcowi i kolekcjonerowi Armandowi Hammerowi za 2,5 miliona dolarów. Pięć lat później ostatni członek rodziny Knoedler – Roland Balay – przestał być zaangażowany w zarządzanie firmą. Po śmierci Hammera w 1990 roku Fundacja Hammer nadal kontrolowała interesy galerii, aż do jej zamknięcia w 2011 roku, kiedy jej przewodniczącym był Michael Armand Hammer (wnuk Armanda Hammera).